# Snappin' Necks
Snappin' Necks es el primer disco de la banda de rap metal estadounidense Stuck Mojo. Fue lanzado el 3 de marzo de 1995. El álbum fue precedido de tres demos independientes, una de las cuales indujeron a la banda a un contrato con Century Media Records en 1994, que condujo a este álbum. Rich Ward, el guitarrista de la banda, frecuentemente muestra la singularidad de la grabación de un disco de rap metal en The Castle, ya que era un estudio con mayor incidencia en la producción de música folk o country, entre otros. Un video musical de "Not Promised Tomorrow" fue hecho por Drew Stone de Stone Films.

## Lista de canciones
| N.º | Título                     | Duración |  |
| 1.  | «Not Promised Tomorrow»    | 3:14     |  |
| 2.  | «Snappin Necks»            | 3:34     |  |
| 3.  | «F.O.D.»                   | 3:49     |  |
| 4.  | «The Beginning of the End» | 3:28     |  |
| 5.  | «Cake»                     | 3:44     |  |
| 6.  | «2 Minutes of Death»       | 1:37     |  |
| 7.  | «Who's the Devil»          | 5:11     |  |
| 8.  | «Change My Ways»           | 3:28     |  |
| 9.  | «Monkey Behind the Wheel»  | 5:53     |  |
| 10. | «Uncle Sam Sham»           | 3:54     |  |
| 11. | «Propaganda»               | 3:59     |  |

## Miembros
- Bonz - Voz
- Rich Ward - Guitarra y coros
- Dwayne Fowler - Bajo y coros
- Brent Payne - Batería